# Theope sanjuani
Espèce
Theope sanjuani est une espèce d'insectes lépidoptères appartenant à la famille  des Riodinidae et au genre Theope.

## Taxonomie
Theope sanjuani a été décrit par Bernard d'Abrera (d) en 1994.

## Description
Theope sanjuani est un papillon au dessus de couleur bleu outremer métallisé aux ailes antérieures à la bordure costale et l'apex noirs.
Le revers est de couleur roux cuivré avec aux ailes postérieures deux ocelles noirs cernés de bleu clair, bien visibles, en position submarginale près de l'angle anal.

## Écologie et distribution
Theope sanjuani est présent en Colombie.

### Protection
Pas de statut de protection particulier.